# David Meys
David Meys (né le 18 mai 1977 à Louvain,) est un coureur cycliste belge, actif dans les années 1990 et 2000.

## Biographie
En 2001, David Meys s'impose sur le Mémorial Philippe Van Coningsloo. L'année suivante, il remporte notamment le classement final du Tour du Loiret. Il évolue ensuite au sein de la formation Vlaanderen-T-Interim en 2003 et 2004, avec un contrat professionnel. 
À partir de 2005, il court avec un statut d'élite sans contrat (amateur). Il intègre l'équipe continentale Profel, avec laquelle il gagne une étape du Triptyque ardennais. En 2007, il rejoint la structure Klaipeda-Splendid. Il met finalement un terme à sa carrière cycliste à l'issue de la saison 2009. 

## Palmarès
- 2001
  - Mémorial Philippe Van Coningsloo
- 2002
  - Tour du Loiret
  - 4e épreuve de l'Arden Challenge
  - Omloop van de Hoppestreek
  - 3e du Grand Prix de la ville de Vilvorde
- 2005
  - 3e étape du Triptyque ardennais
  - 2e du Grand Prix de la ville de Vilvorde
  - 2e du championnat du Brabant flamand du contre-la-montre
- 2009
  - 3e du championnat du Brabant flamand sur route